# Krompaan
Krompaan is een bestuurslaag in het regentschap Kendal van de provincie Midden-Java, Indonesië. Krompaan telt 1795 inwoners (volkstelling 2010).